# Soufiane Lahlioui
Soufiane Lahlioui (en arabe : سفيان الحليوي), né le 11 juillet 1996 à Kénitra (Maroc), est un joueur de futsal international marocain.

## Biographie

### Naissance et débuts
Soufiane Lahlioui naît à Kénitra et grandit dans le quartier de Hay Wafaa. Lors de son enfance, il s'inspire de Soufiane El Mesrar et Bilal Bakkali, qui sont des joueurs de renoms en équipe nationale du Maroc.
Lahlioui commence le sport dans le football à onze, dans le club amateur du Dar Chabab, passe par le Kawakib Kenitra avant de rejoindre l'académie du Kénitra Athletic Club, et ensuite le Renaissance sportive de Kénitra. Il se tourne définitivement vers le futsal en 2018, à l'âge de 22 ans.

### Carrière en club
Soufiane Lahlioui se forme au Dina Kénitra FC (DKFC) avec lequel il évolue jusqu'en 2022 et termine meilleur buteur du championnat national de la saison 2021-2022 avec 40 réalisations,.
Après plusieurs saisons au Dina, il rejoint l'été 2022, le Club Loukkous Ksar El Kebir (CLKK) avec lequel il finit vice-champion du Maroc de la saison 2022-2023 et termine meilleur buteur du championnat pour la deuxième fois consécutive, cette fois avec 46 réalisations.
Toujours avec le Loukkous Ksar El Kebir, il réalise de nouveau un exploit la saison suivante en finissant meilleur buteur du championnat pour la troisième année consécutive. Il fait son retour au Dina Kénitra à l'issue du mercato estival de l'année 2024.
Lors de la saison 2024-2025, il réalise une saison remarquable avec le Dina Kenitra, inscrivant 34 buts en 28 matchs, terminant la saison en tant que meilleur buteur du club, à la 10e place du classement du championnat.

#### Expérience en France
N'évoluant jusqu'ici que dans son pays natal, Soufiane Lahlioui décide de s'exporter en France et s'engage durant l'été 2025 au FC Kingersheim, pensionnaire de D1 futsal.

### Carrière internationale
Entre 2021 et 2022, Soufiane Lahlioui dispute trois matchs amicaux avec le Maroc -23 ans, notamment contre le Bahreïn, le Panama et la Libye.
Soufiane Lahlioui reçoit une première convocation par Hicham Dguig en équipe du Maroc à l'occasion d'une double confrontation contre le Brésil en novembre 2021. Mais il n'aura pas de temps de jeu lors de ces deux matchs amicaux.
Ce n'est qu'en mars 2022 qu'il honore sa première sélection à Manama lors d'un match amical contre le Bahreïn où le Maroc s'impose 2-0. Longtemps en dehors des radars de la sélection, il retrouve l'équipe nationale en 2024, lors de plusieurs stages de préparation,.

## Style de jeu
Soufiane Lahlioui se décrit comme ayant un style de jeu comparable à Dyego Zuffo. Il reconnait avoir les tirs à longue distance comme principal point fort.

## Statistiques

### Statistiques détaillées en club
Le tableau suivant recense les statistiques de Soufiane Lahlioui :
| Saison                | Club                  | Championnat           | Championnat | Championnat | Coupe(s) nationale(s) | Coupe(s) nationale(s) | Total | Total |
| Saison                | Club                  | Division              | M.          | B.          | M.                    | B.                    | M.    | B.    |
| 2021-2022             | Dina Kénitra          | Division 1            | -           | 40          | -                     | -                     | 0     | 40    |
| Sous-total            | Sous-total            | Sous-total            | -           | 40          | -                     | -                     | 0     | 40    |
| 2022-2023             | CL Ksar El Kebir      | Division 1            | 30          | 46          | 4                     | 4                     | 34    | 50    |
| 2023-2024             | CL Ksar El Kebir      | Division 1            | -           | -           | -                     | -                     | 0     | 0     |
| Sous-total            | Sous-total            | Sous-total            | 30          | 46          | 4                     | 4                     | 34    | 50    |
| 2024-2025             | Dina Kénitra          | Division 1            | 28          | 34          | -                     | -                     | 28    | 34    |
| 2025-2026             | Kingersheim           | Division 1            | -           | -           | -                     | -                     | 0     | 0     |
| Total sur la carrière | Total sur la carrière | Total sur la carrière | -           | 120         | -                     | -                     | 0     | 120   |

### En sélection
Le tableau suivant liste les rencontres de l'équipe du Maroc auxquelles Soufiane Lahlioui a pris part :
| # | Date        | Ville  | Adversaire | Résultat | Compétition  | Buts | Club         |
| - | ----------- | ------ | ---------- | -------- | ------------ | ---- | ------------ |
| 1 | 3 mars 2022 | Manama | Bahreïn    | 2 – 0    | Match amical | 0    | Dina Kénitra |

| Résultat : - G = Match gagné - N = Match nul - P = Match perdu |

## Palmarès
Dina Kenitra Futsal Club
- Championnat du Maroc D2
  - Vice-champion : 2019 et 2020

 Loukkous Ksar El Kebir
- Championnat du Maroc
  - Vice-champion : 2023 et 2024
- Coupe du Trône
  - Finaliste : 2021-2022

### Distinctions individuelles
- Meilleur buteur du championnat marocain 2021-22 (40 buts)[3]
- Meilleur buteur du championnat marocain 2022-23 (46 buts)
- Meilleur buteur du championnat marocain 2023-24 (43 buts)[11]